# 163 Erigone
163 Erigone је астероид главног астероидног појаса. Приближан пречник астероида је 72,63 km,
а средња удаљеност астероида од Сунца износи 2,367 астрономских јединица (АЈ).
Инклинација (нагиб) орбите у односу на раван еклиптике је 4,813 степени, а орбитални период износи 1330,324 дана (3,642 године). Ексцентрицитет орбите астероида износи 0,190.
Апсолутна магнитуда астероида износи 9,47 а геометријски албедо 0,054.
Астероид је откривен 26. априла 1876. године.